# Tempo (magazine italien)
Pour les articles homonymes, voir Tempo (homonymie).
Ne doit pas être confondu avec Il Tempo.
Le Tempo, sous-titré Settimanale di politica, informazione, letteratura e arte, aussi connu sous le titre de Tempo illustrato, est un magazine national italien fondé par la société Mondadori Editore. Il a été publié à Milan entre 1939 et 1976.

## Historique

### De la fondation à 1943
Inspiré par l'hebdomadaire américain Life, Tempo se prévaut d'être le rival d'Oggi, l'hebdomadaire de son concurrent Rizzoli. Le premier numéro sort le 7 juin 1939, même s'il est daté du 1er juin. Le magazine a un bon succès : la première année, 100 000 copies se vendent, qui deviennent 170 000 en 1943.
C'est la premier rotocalco (journal imprimé par héliogravure) italien en couleurs. Une des innovations de Tempo est le jumelage d'une légende et d'un texte, où le rôle prépondérant est dévolu à l'image. La photo, prise à focale fixe, dit le plus important sur l'évènement ; la légende soutient et rapporte ce que le photographe a vu. La partie graphique de l'hebdomadaire est confiée à Bruno Munari.
Le directeur des premiers numéros est Raul Radice (it), suivi par Alberto Mondadori (1939-1943).
Une des rubriques qui a le plus de succès est Colloqui con Bontempelli (« entretiens avec Massimo Bontempelli »), lancée en mars 1940 et portant sur des thèmes divers, à la fois culturels et de société. Indro Montanelli a collaboré à l'hebdomadaire de septembre 1942 à septembre 1943, ses 150 articles ont été insérés dans la rubrique Tempo perduto (« Temps perdu »). Parmi les collaborateurs fixes on compte Cesare Zavattini tandis que parmi les écrivains et écrivaines publiés, il y a Pina Lamberti Sorrentino, Paola Masino, Felice Bellotti (it), Massimo Bontempelli et Curzio Malaparte.
Entre 1937 et 1943, le régime fasciste subventionne la majeure partie des revues italiennes, que ce soit pour se garantir leur appui ou pour en contrôler le contenu. La revue la plus financée à cette époque est Tempo. En effet, pendant la Seconde Guerre mondiale, les financements du régime atteignent le chiffre astronomique de 47 191 280 lires, sachant que le financement d'une revue allait en général de 100 000 lires à 3,5 millions.
Mondadori s'attacha a traduire la revue en sept langues étrangères. L'effort de la maison d'édition a été énorme : le tirage de l'édition allemande, née en 1940, atteint les 500 000 copies, celle en français (à partir de 1942) 135 000, en roumain 50 000, en hongrois 30 000, en espagnol (à partir de 1941) 23 000, en croate 18 500 et en albanais 10 000.
En 1943 commencent à apparaître les premières fissures : d'abord, les langues sont réduites au nombre de trois, puis les traductions sont suspendues. Après le 25 juillet 1943, la publication de la revue en italien est elle aussi suspendue.

### Entre 1946 et 1976
Tempo est cédé en 1946 à l'éditeur Aldo Palazzi. Les publications reprennent sous la direction d'Arturo Tofanelli, qui était déjà rédacteur sous la direction d'Alberto Mondadori.
Pendant son très long mandat (1946-1968), Tofanelli fait école par ses nombreuses intuitions, qui se traduisent par une augmentation substantielle de la diffusion. Parmi ces intuitions, la série des Documenti di Tempo (« Documents du Tempo »), publiés dans les années 1950-60 en collaboration avec le photographe Federico Patellani. Ces monographies traitent chacune d'une année donnée, et sortent comme supplément au dernier numéro de Tempo. Dans les années 1950, il publie en suppléments le livre de Piero Scanziani (it), L'avventura dell'uomo, qui fait augmenter la diffusion à deux millions de copies vendues.
Tofanelli invite aussi à collaborer à l'hebdomadaire des écrivains de prestige : il convainc Curzio Malaparte, qui est alors en exil volontaire à Paris, à revenir en Italie et à tenir une rubrique dans l'hebdomadaire, Battibecco. En 1968, Pier Paolo Pasolini est appelé par le nouveau directeur, Nicola Cattedra, à tenir une rubrique fixe, Il caos, parue entre août 1968 et janvier 1970. À cette date, il est remplacé par Giorgio Bocca.
La revue entre en crise au début des années 1970, mise sur la touche par la concurrence d'autres hebdomadaires d'information. Après la faillite de la maison Palazzi, l'hebdomadaire passe aux mains d'un petit éditeur, Alberto Caprotti, en 1974. En 1976, Giancarlo Palazzi, fils d'Aldo, rachète l'hebdomadaire et en organise la fermeture.

## Directeurs
- Raul Radice (juin-août 1939)
- Alberto Mondadori (septembre 1939 - 1943)
- Arturo Tofanelli (1946 - 1968)
- Nicola Cattedra (1968 - 1973)
- Enrico Forni (1973 - 1974)
- Guglielmo Zucconi et Antonio Alberti (1974 - 1975)
- Carlo Gregoretti (1975 - 1976)

### Crédits de traduction
- (it) Cet article est partiellement ou en totalité issu de l’article de Wikipédia en italien intitulé « Tempo (periodico) » (voir la liste des auteurs).